# نیدرایسن
نیدرایسن (به آلمانی: Niederreißen) یک منطقهٔ مسکونی در آلمان است که در ایلمتال-واینشتراسه واقع شده‌است. نیدرایسن  ۲۲۸ نفر جمعیت دارد.